# 2214 Керол
2214 Керол (2214 Carol) — астероїд головного поясу, відкритий 7 квітня 1953 року.
Тіссеранів параметр щодо Юпітера — 3,103.